# 茂林寺沼

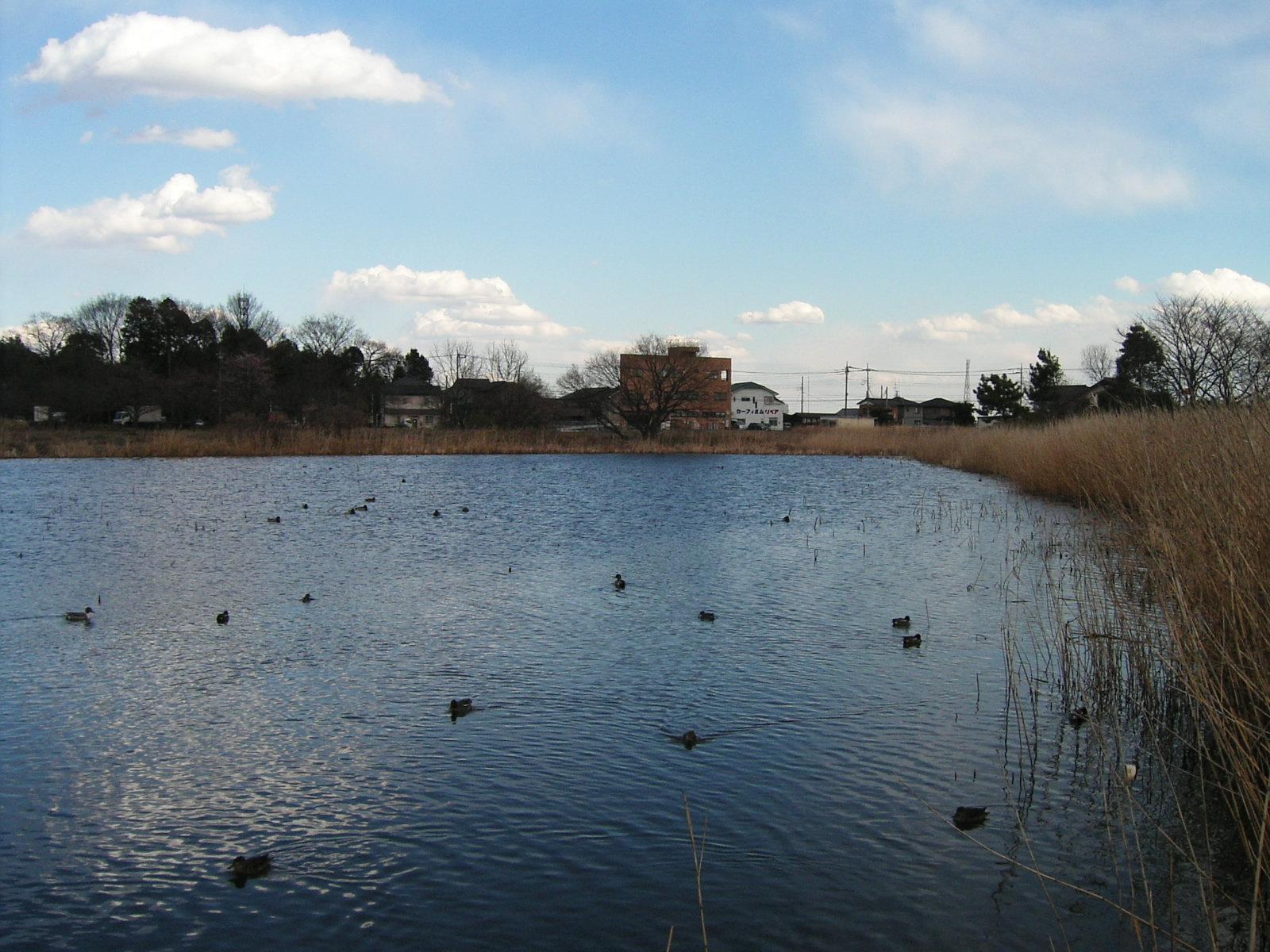
茂林寺沼（2007年3月8日）

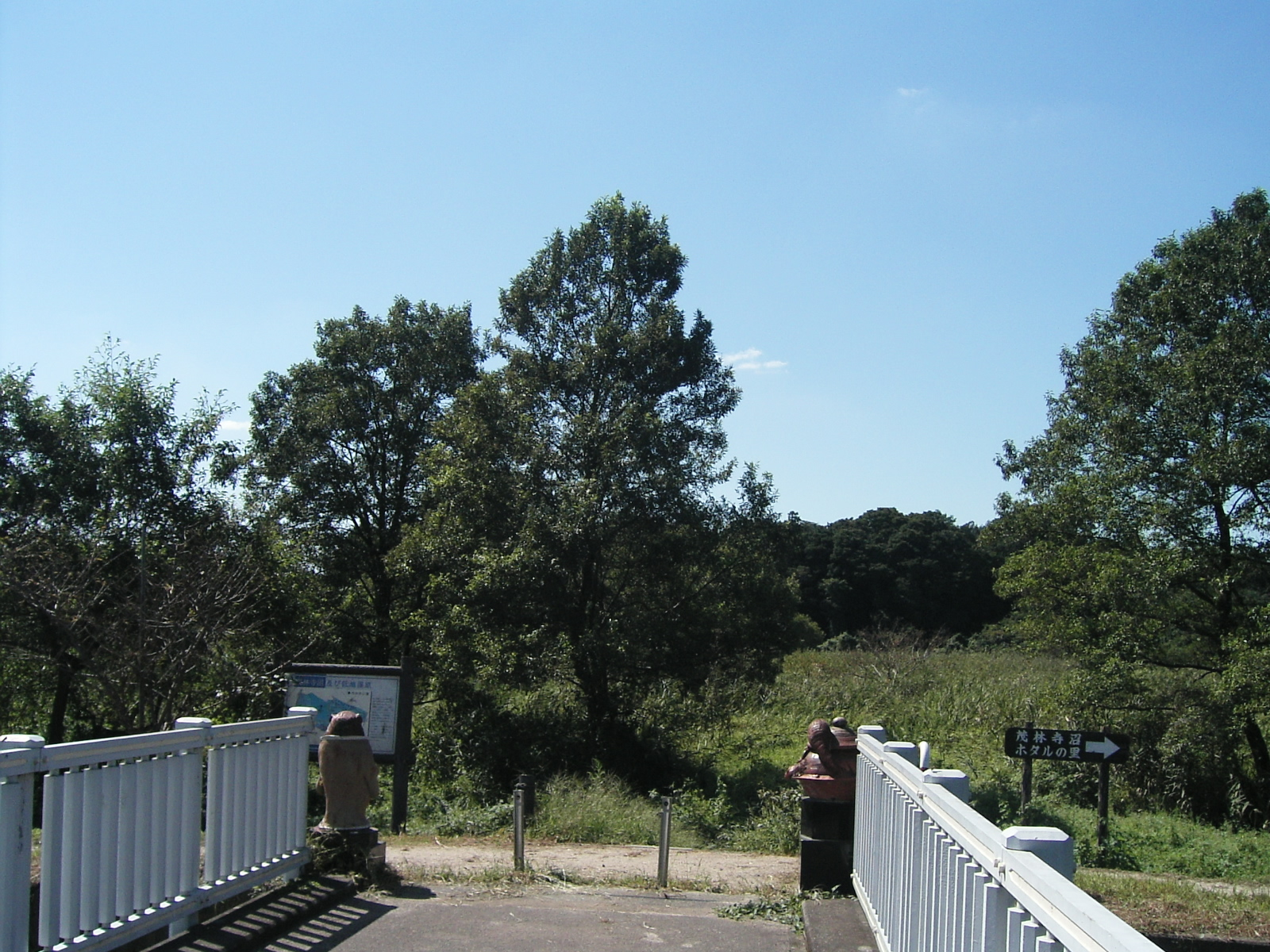
茂林寺川の橋より（2006年9月24日）

茂林寺沼（もりんじぬま）は、群馬県館林市にある沼。分福茶釜で有名な茂林寺の北側に広がり、野鳥や湿原動植物の生息地になっている。中央の茂林寺沼橋付近では、植物が枯れて堆積してできた泥炭層が 5 m 以上になっている。湿原の北側には自然護岸の茂林寺川が流れ、毎年6月下旬から8月にかけてヘイケボタルが見られる。

## データ
- 面積 : 約 11.9 ha（湿原部分含む）[1]
- 流入出河川 : 谷田川、茂林寺川
- 所在地 : 群馬県館林市大字堀工
- 管理 : 館林市

茂林寺沼及び低地湿原は、1960年に群馬県の天然記念物に指定されており、1991年からは茂林寺公園として管理されている。また、2019年に日本遺産に認定された館林の「里沼」の構成要素の1つとなっている。

## 生息する動植物
- 植物
  - イトハコベ
  - エゾミソハギ
  - カキツバタ
  - コウホネ
  - ヌマトラノオ
  - ノハナショウブ
  - ハス
  - ヒロハノコウガイゼキショウ
  - ヒメコウガイゼキショウ
  - フトイ
  - ホソバノヨツバムグラ
  - マコモ
  - ミズギボウシ
  - モウセンゴケ
  - ヤエザクラ
  - ヤエヤマブキ
  - ヤマブキソウ

- 鳥類
  - アオサギ
  - アカゲラ
  - ウグイス
  - オオジュリン
  - オオタカ
  - オオヨシキリ
  - カイツブリ
  - カケス
  - カシラダカ
  - カワラヒワ
  - カルガモ
  - カワウ
  - キジ
  - キジバト
  - コゲラ
  - コサギ
  - シジュウカラ
  - ジョウビタキ
  - セキレイ
  - タシギ
  - チョウゲンボウ
  - ツグミ
  - ツバメ
  - トビ
  - ハクチョウ
  - バン
  - ヒヨドリ
  - マガモ
  - ムクドリ
  - モズ

- 昆虫
  - オオモノサシトンボ
  - ハグロトンボ
  - ヘイケボタル

## 乾燥の危機
関東平野部で大変貴重な厚い泥炭層をもつこの湿原であるが、2013年の調査ではハス群落が消滅するなど乾燥の危機に直面している。
元々はすぐ脇を流れる茂林寺川より水を得ていたが、生活排水の流入による水質悪化のため、1991年にポンプによる地下水の給水に切り替えた。茂林寺沼の水質は徐々に改善されたものの、ポンプ一台による給水では流出量には到底及ばず徐々に水位が低下し、植生にも大きな変化がみられるなど事態は深刻である。地下水位についてさらに詳細な調査を実施し、場合によっては現在水質の改善した茂林寺川の水を再び流入させるべきとの声がある。

## 交通
- 東武伊勢崎線茂林寺前駅から徒歩約10分
- 東北自動車道館林ICから約15分

## 写真集

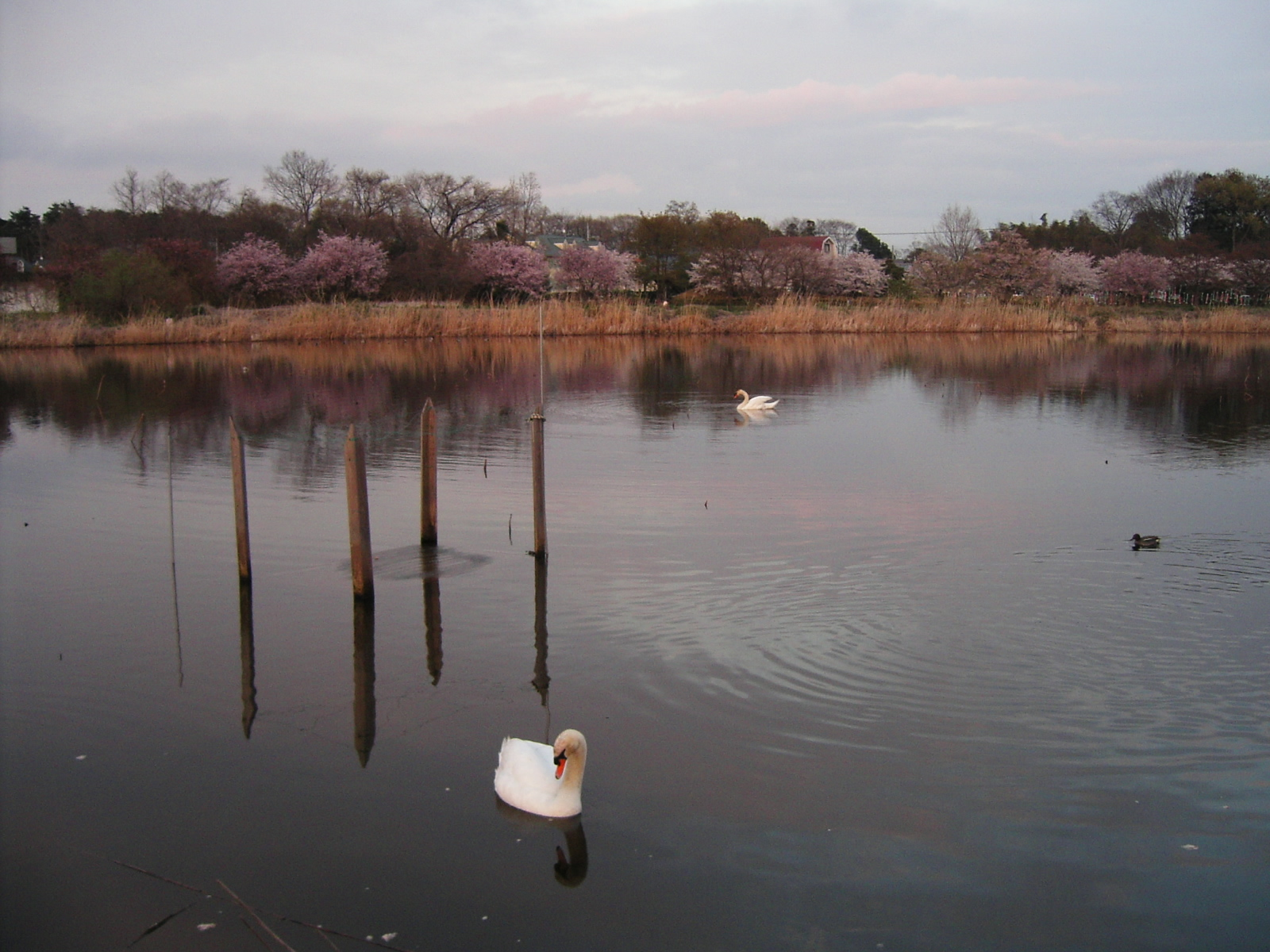
白鳥（2007年4月3日）
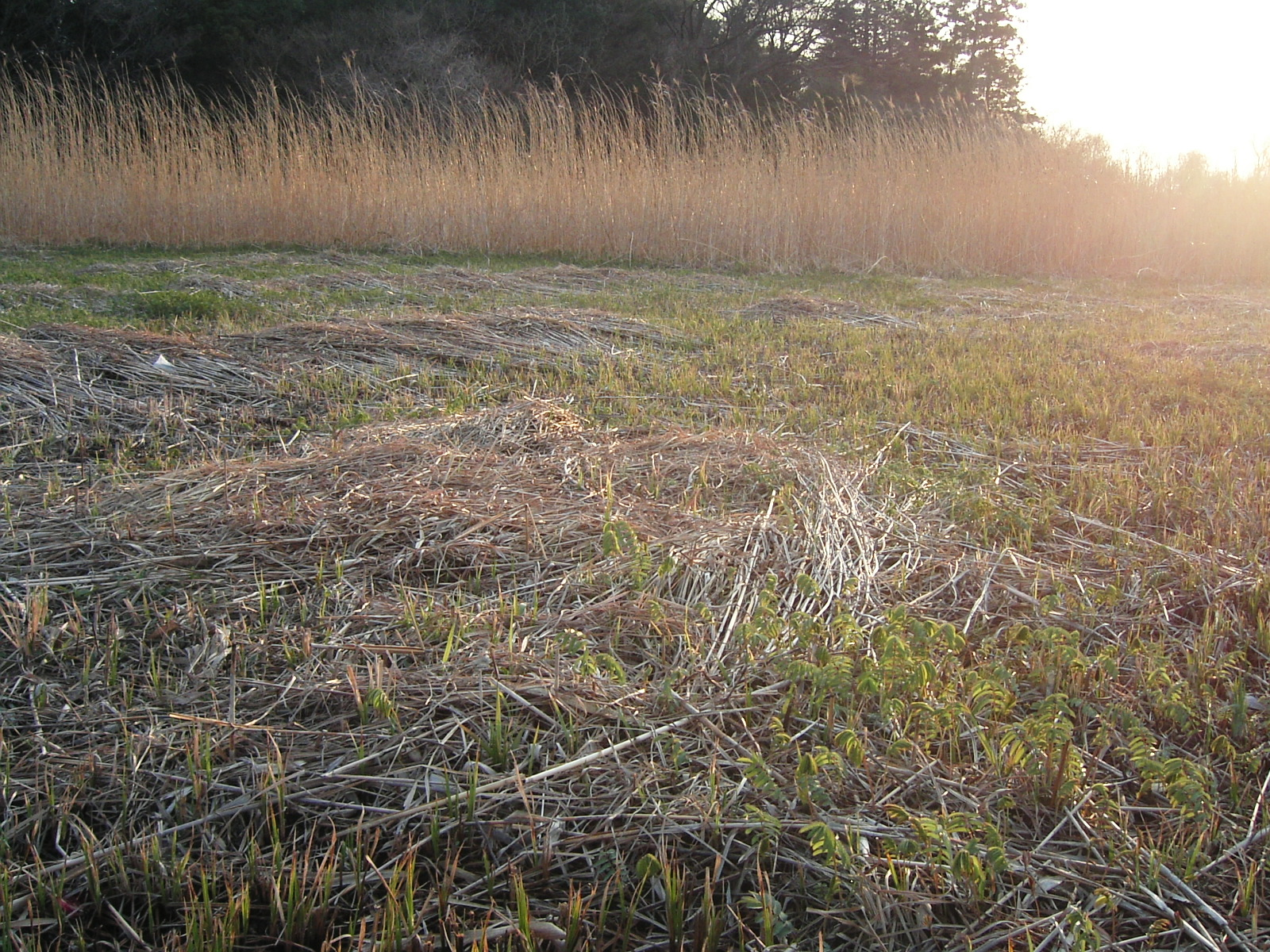
夕暮れ（2007年4月3日）
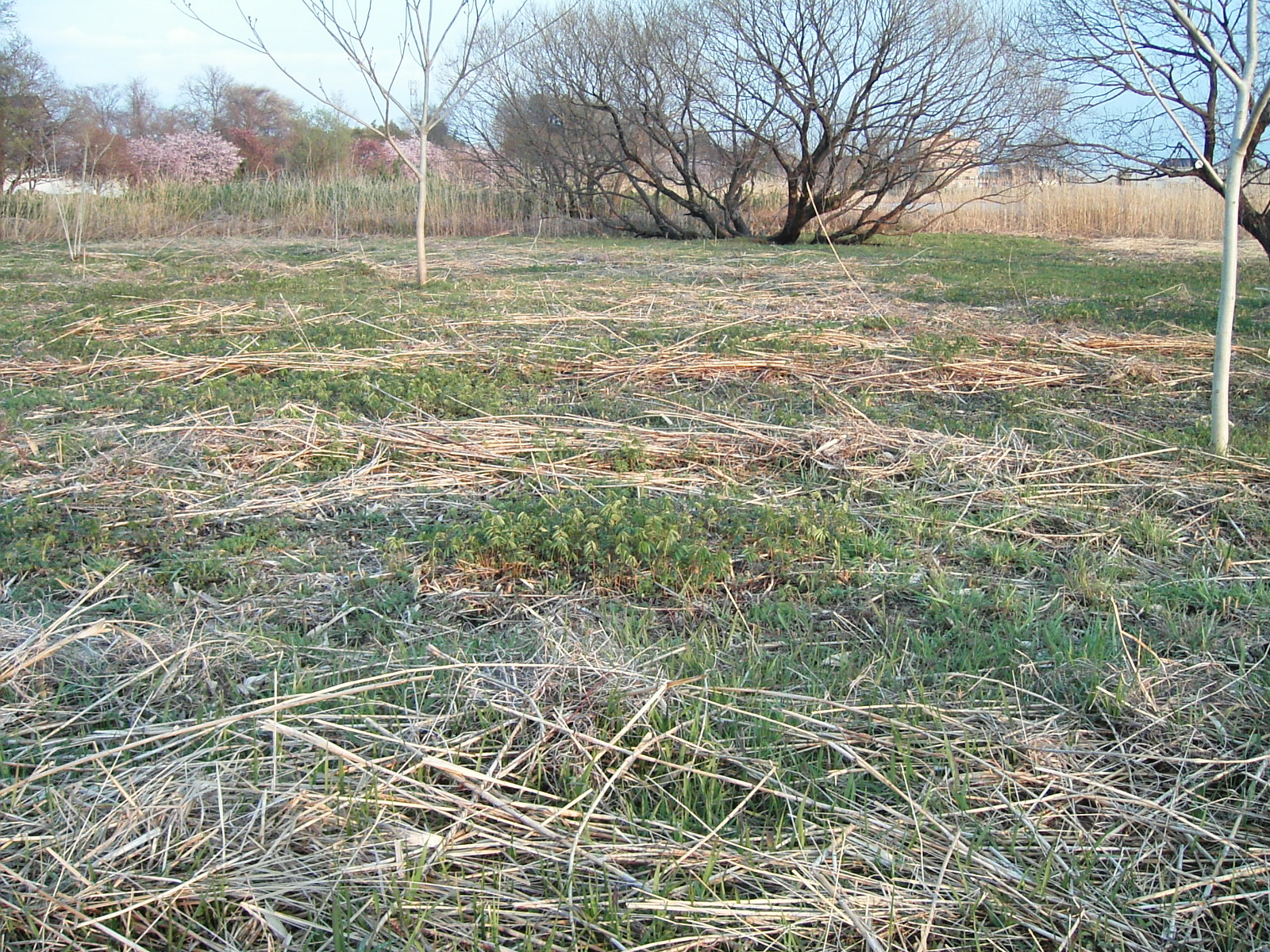
芽吹き（2007年4月3日）
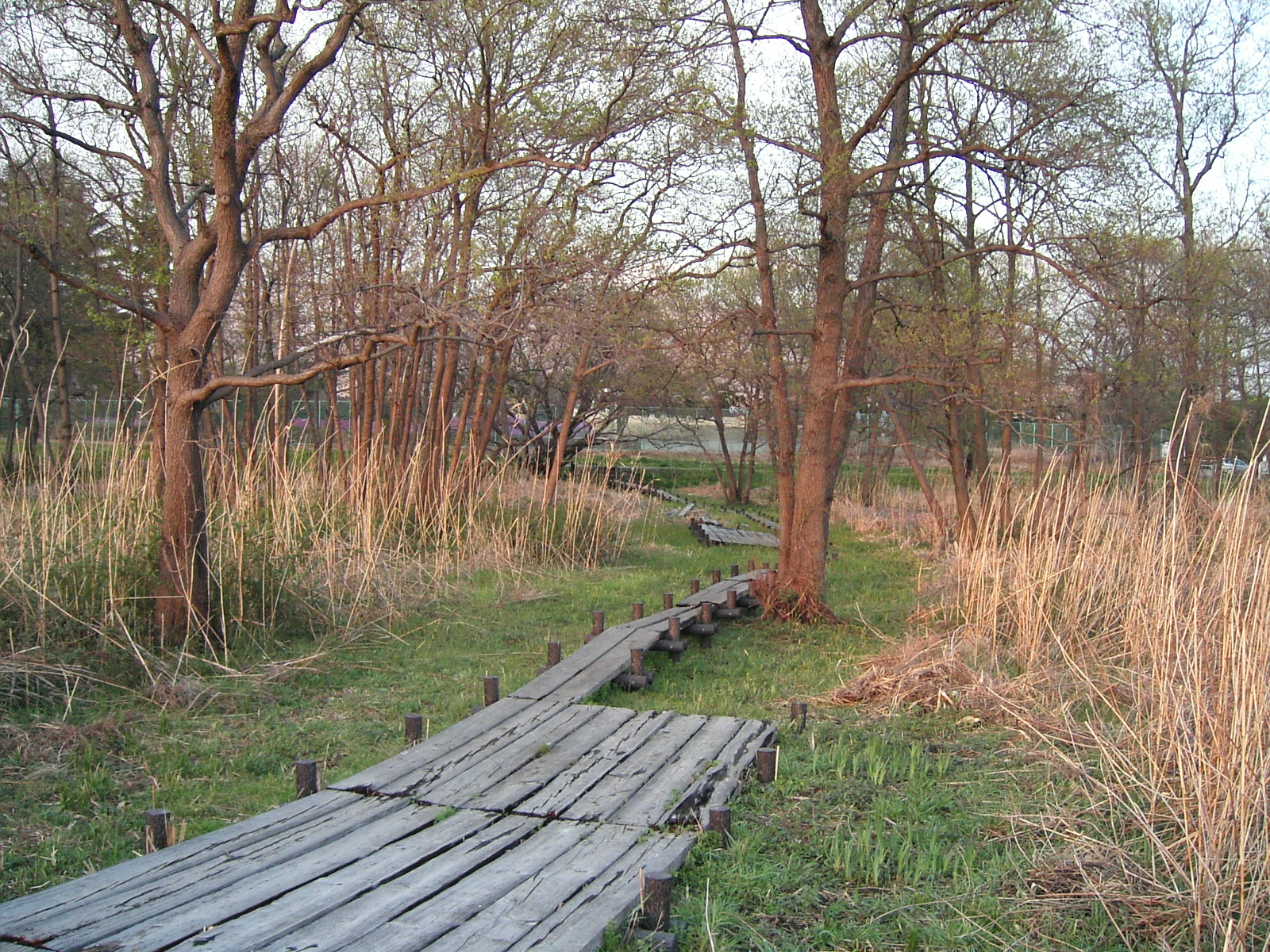
木道（2007年4月3日）
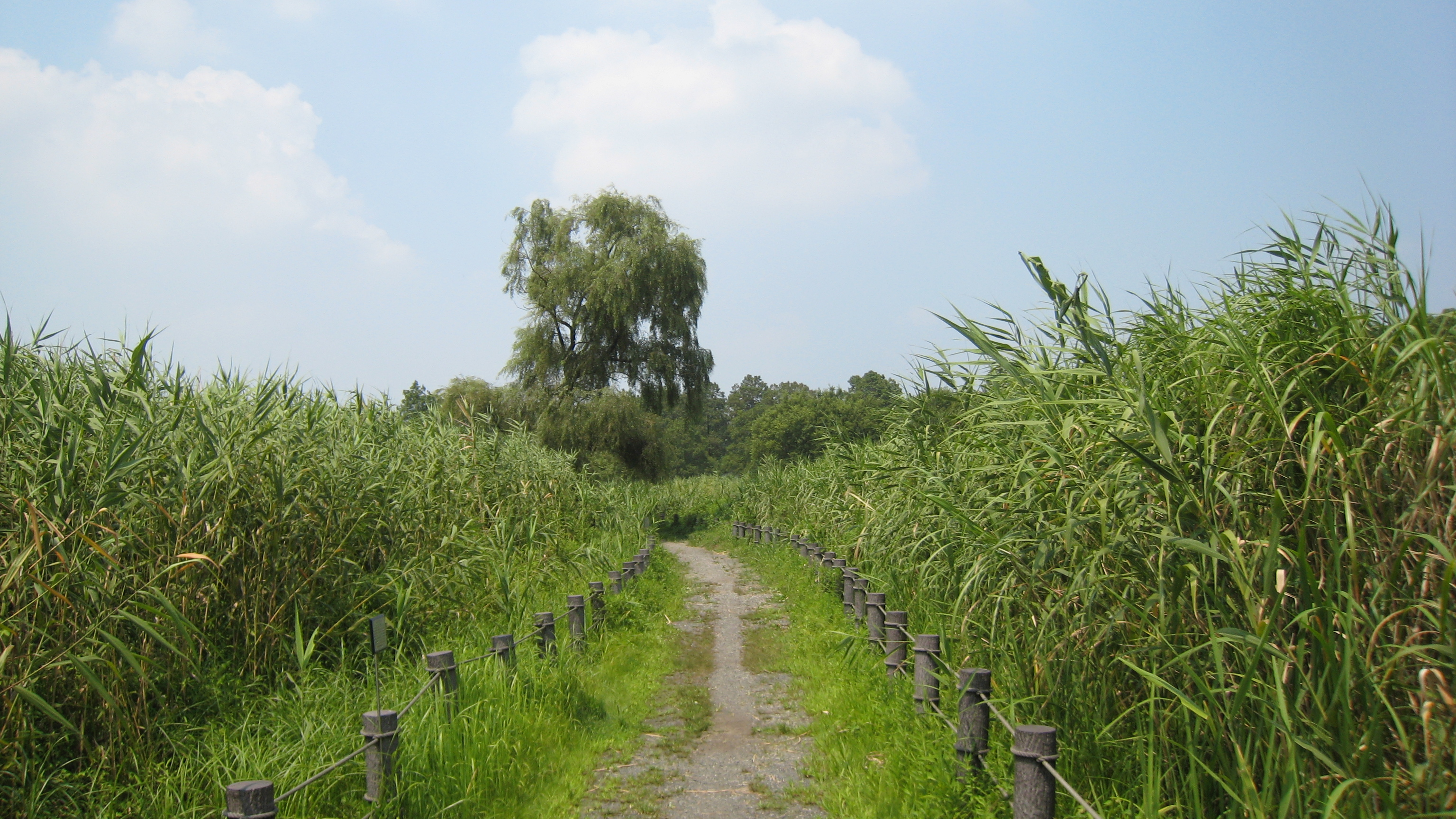
8月の茂林寺沼（2007年8月12日）
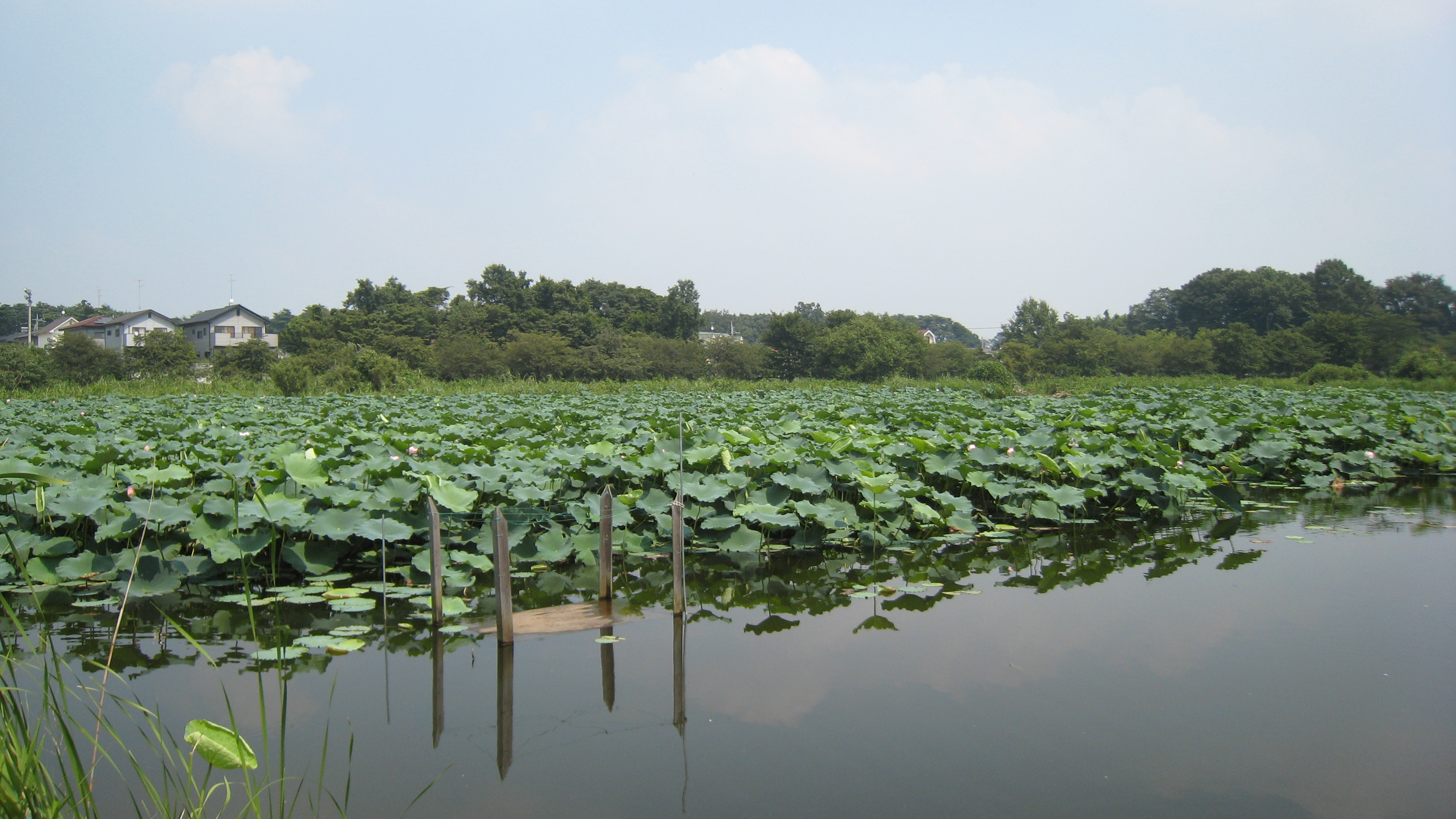
ハスに覆われた沼（2007年8月12日）